# Alain Besançon
Alain Besançon (Paris, 25 de abril de 1932 – 9 de julho de 2023) foi um historiador francês. Foi diretor de estudos da Escola de Altos Estudos em Ciências Sociais de Paris, entre outras instituições. Antigo comunista na época do stalinismo, passou a adotar uma posição crítica à ideologia comunista e outras ideologias totalitárias.

## Obras
- As origens intelectuais do Leninismo (1979)